# Gasteruption assectator
Gasteruption assectator is een vliesvleugelig insect uit de familie Gasteruptiidae. De wetenschappelijke naam is gepubliceerd in 1758 door Linnaeus in de tiende editie van Systema naturae. 